# Парк «Юність» (Миколаїв)
Парк «Ю́ність» (колишня назва — Парк ім. Ленінського комсомолу) — парк-пам'ятка садово-паркового мистецтва місцевого значення в Україні. Розташований у місті Миколаїв, в Інгульському районі, між Богоявленським проспектом та вулицями Парковою і Театральною за колишнім однойменним кінотеатром.
Площа 19,6 га. Статус присвоєно згідно з рішенням Миколаївської обласної ради від 23.10.1984 року № 448. Перебуває у віданні: ТОВ «Бізнес Реал».